# مرگیته
شهر مرگیته (به رومانیایی: Marghita) در شهرستان بیهور در کشور رومانی واقع شده‌است. جمعیت این شهر ۱۸٬۶۵۰ نفر  است.